# Harold Kauffman
Harold Meredith Kauffman (St. Louis, 20 dicembre 1875 – St. Louis, 9 dicembre 1936) è stato un tennista statunitense.
Disputò il torneo di doppio di tennis, assieme a Hugh Jones, ai Giochi olimpici di Saint Louis 1904, in cui fu sconfitto ai quarti di finale.